# Hyphoraia civica
Hyphoraia civica är en fjärilsart som beskrevs av Jacob Hübner 1790. Hyphoraia civica ingår i släktet Hyphoraia och familjen björnspinnare. Inga underarter finns listade i Catalogue of Life.